# Ia Sukhit'ashvili
Iamze Sukhit'ashvili, detta Ia (in georgiano იამზე "ია" სუხიტაშვილი?; Tbilisi, 29 agosto 1980), è un'attrice georgiana.

## Filmografia parziale
- The President, regia di Mohsen Makhmalbaf (2014)
- Beginning (Dasats'q'isi), regia di Dea K'ulumbegashvili (2020)
- Ap'rili, regia di Dea K'ulumbegashvili (2024)

## Riconoscimenti
- Festival internazionale del cinema di San Sebastián
  - 2020 – Concha de plata alla migliore attrice per Beginning